# Лейкленд-Саут (Вашингтон)
Лейкленд-Саут (англ. Lakeland South) — переписна місцевість (CDP) в США, в окрузі Кінг штату Вашингтон. Населення — 13 169 осіб (2020).

## Географія
Лейкленд-Саут розташований за координатами 47°16′37″ пн. ш. 122°17′2″ зх. д. / 47.27694° пн. ш. 122.28389° зх. д. (47.276838, -122.283797).  За даними Бюро перепису населення США в 2010 році переписна місцевість мала площу 13,26 км², з яких 12,89 км² — суходіл та 0,38 км² — водойми.

## Демографія
Згідно з переписом 2010 року, у переписній місцевості мешкали 11 574 особи в 4163 домогосподарствах у складі 3127 родин. Густота населення становила 873 особи/км².  Було 4364 помешкання (329/км²).
Расовий склад населення:
| - 76,7 % — білих - 9,4 % — азіатів - 4,2 % — чорних або афроамериканців - 1,1 % — вихідців з тихоокеанських островів - 1,0 % — корінних американців - 2,5 % — осіб інших рас |

До двох чи більше рас належало 5,0 %. Частка іспаномовних становила 6,9 % від усіх жителів.
За віковим діапазоном населення розподілялося таким чином: 24,4 % — особи молодші 18 років, 64,7 % — особи у віці 18—64 років, 10,9 % — особи у віці 65 років та старші. Медіана віку мешканця становила 39,3 року. На 100 осіб жіночої статі у переписній місцевості припадало 100,0 чоловіків;  на 100 жінок у віці від 18 років та старших — 101,8 чоловіків також старших 18 років.
Середній дохід на одне домашнє господарство  становив 84 951 долар США (медіана — 71 792), а середній дохід на одну сім'ю — 90 059 доларів (медіана — 75 204). Медіана доходів становила 63 125 доларів для чоловіків та 46 228 доларів для жінок. За межею бідності перебувало 6,1 % осіб, у тому числі 8,5 % дітей у віці до 18 років та 7,6 % осіб у віці 65 років та старших.
Цивільне працевлаштоване населення становило 6454 особи. Основні галузі зайнятості: освіта, охорона здоров'я та соціальна допомога — 15,8 %, роздрібна торгівля — 13,6 %, виробництво — 13,3 %.